# Vietnamosasa
Vietnamosasa es un género de plantas herbáceas de la familia de las gramíneas o poáceas. Es originaria de Vietnam.
Algunos autores lo incluyen en Arundinaria, Pseudosasa - como A. ciliata, A.Camus y A. pusilla Chevalier and Camus.

## Etimología
El nombre del género se compone de Sasa un género de bambú  y de Vietnam su lugar de origen.

## Especies
- Vietnamosasa ciliata
- Vietnamosasa darlacensis
- Vietnamosasa pusilla